# Lutjanus cyanopterus
Lutjanus cyanopterus é uma espécie de peixe da família Lutjanidae.
Muito comum ao longo da costa brasileira, seu nome popular é Caranha. ou vermelho-caranha. Costuma ficar entocado durante o dia e usa a noite para se alimentar. Com corpo forte e alongado, cabeça e bocas pronunciadas, o caranha é um peixe de escamas que tem como principal característica os dentes caninos.
Pode ser encontrada também nos seguintes países e territórios: Anguila, Antiga e Barbuda, Aruba, Bahamas, Barbados, Belize, Brasil, Colômbia, Costa Rica, Cuba, Curaçau, Dominica, Estados Unidos, Granada, Guadalupe, Guiana, Guiana Francesa, Haiti, Honduras, Ilhas Caimã, Ilha de São Martinho, Ilhas Virgens Britânicas, Ilhas Virgens Americanas, Jamaica, Martinica, México, Monserrate, Nicarágua, Países Baixos Caribenhos, Panamá, Porto Rico, República Dominicana, Santa Lúcia, São Bartolomeu, São Cristóvão e Neves, São Vicente e Granadinas, Suriname, Trindade e Tobago, Turcas e Caicos e Venezuela.